# Tübingergambiet
Het Tübingergambiet is in de opening van een schaakpartij een variant in de Van Geetopening, die valt onder ECO-code A00, de onregelmatige openingen. De beginzetten van het gambiet zijn:
1. Pc3 Pf6
2. g4 Pxg4
Het gambiet is genoemd naar de Duitse stad Tübingen.